# Orest (Vorname)
Orest ist ein männlicher Vorname.

## Herkunft und Bedeutung
Der Name ist abgeleitet von dem altgriechischen Namen Ὀρέστης (Orestes) mit der Bedeutung „der Bergbewohner“.

## Namensträger
- Orest Wolodymyrowytsch Beresowskyj (* 1944), Metropolit von Kiew und der ganzen Ukraine der Ukrainisch-Orthodoxen Kirche Moskauer Patriarchats, siehe Onufrij
- Orest Danilowitsch Chwolson (1852–1934), russischer Physiker
- Orest Kindrachuk (* 1950), kanadischer Eishockeyspieler
- Orest Adamowitsch Kiprenski (1782–1836), russischer Porträtmaler der Romantik
- Orest Lenczyk (1942–2024), polnischer Fußballspieler und -trainer
- Orest Lewyzkyj (1849–1922), ukrainischer Historiker, Ethnologe und Schriftsteller
- Orest Subtelny (1941–2016), kanadischer Historiker ukrainischer Herkunft